# SILEX
SILEX는 호주에서 개발된 레이저 우라늄 농축법이다. 1970년대의 레이저 우라늄 농축 기술인 ALVIS와 MLIS를 기초로 하여 개발했다.
2006년 5월 27일, 호주 언론들은 실렉스 기술의 개발 성공을 보도하였다. 2007년 실렉스 시스템즈사는 실렉스 기술의 독점 상업화 라이센스를 미국의 GE에 판매했다. GE는 일본의 히다치사와 함께 GE 히다치 핵에너지사를 설립했고, 미국 에너지청에 10억 달러 규모의 대형 실렉스 공장의 건축허가 신청을 했다.
신청 4년 후인 2011년 8월, 미국 에너지청은 윌밍턴에 실렉스 공장 건축을 허가했으며, 최대 우라늄 농축도는 8%로 허가했다.

## 특징
레이저 농축 기법은 기존의 가스확산법, 원심분리법 등에 비해 간편하고 저렴한 비용으로 우라늄을 농축할 수 있다.

## 같이 보기
- MLIS
- ALVIS